# 24268 Charconley
24268 Charconley è un asteroide della fascia principale. Scoperto nel 1999, presenta un'orbita caratterizzata da un semiasse maggiore pari a 2,8109784 UA e da un'eccentricità di 0,0084373, inclinata di 4,21928° rispetto all'eclittica.